# Бадраддин Самарканди
Бадр ад-Дин Мухаммад ас-Самарканди — среднеазиатский врач; один из известных учёных-медиков мусульманского мира в раннем средневековье.
Полное имя Бадр ад-Дин Мухаммад ибн Бахрам ибн Мухаммад ибн Каланиси ас-Самарканди. Сведения об этом учёном даёт Ибн Аби Усайбиа, автор очень важного источника по истории медицины и философии Древней Греции, Индии, Египта, а также Мавераннахра, Хорасана и Ирана — «Уюн ал-анба фи табакат ал-аттиба» (История сведений о разрядах врачей). Он сообщает:
Он [Бадр ад-Дин Мухаммад ас-Самарканди] был искусным в медицине, уделял большое внимание теории лечения болезней и исцеления их. В число его произведений принадлежат «Книга об акрабадинс», которая состояла из 49 глав и содержала в себе упоминание тех сложных лекарств, в которых нуждалиь.
Далее Усайбиа указывает, что ас-Самарканди при составлении этого труда пользовался книгами, заслуживающими большого доверия, как «Канон врачебной науки» Ибн Сины, а также списками некоих имама Кавам ад-Дина Саида ал-Махани и имама Шараф аз-Замана ал-Мабарасми.
А также известно, что учёный был жив около 1194 года.